# 曹源寺 (台東区)
曹源寺（そうげんじ）は、東京都台東区松が谷にある曹洞宗の寺院。かっぱ寺として知られる。

## 歴史
当寺院は、天正16年に（1588年）に江戸・和田倉門付近に創建された。その後、明暦の大火により当地に移転した。
当地一帯は低地で水はけも悪く、しばしば水害に悩まされた。そこで当地の商人・合羽屋喜八が私財を投じ、新堀川（現在の合羽橋道具街にあった水路。合羽橋の名の由来の一つ）の開削の工事を行った。
言い伝えによるとこの工事の折、近隣の隅田川に棲んでいたとされる河童が手伝ったと言われている。文化11年（1814年）に喜八が没し、菩提寺である当寺院に葬られいつしか「かっぱ寺」と言われるようになった。
その後この工事を手伝った河童を見かけると様々なご利益があると評判を呼んだ。そして「河童大明神」として祀られ、 商売繁昌などに霊験があるといわれ、当寺院に祀られるようになったと言われている。

## 主な施設
- 本堂（本堂正面には、手塚治虫や水木しげるなどのマンガ家が描いたかっぱの絵が３０数枚掛かっている。）[4][5]
- 書院
- 河童堂（中には河童の手とされるミイラがある）
- 墓地
- かっぱの像（境内の至る所にある）[6]

　※拝観は無料。日中の時間帯のみ受け付け（河童堂の内部の拝観は、要事前予約）。駐車場はない。

## アクセス
- つくばエクスプレス浅草駅徒歩8分（経路案内）
- 東京メトロ日比谷線入谷駅徒歩9分（経路案内）
- 東京メトロ銀座線稲荷町駅徒歩9分（経路案内）
- 各線上野駅徒歩15分（経路案内）

## 近在の施設
- かっぱ橋道具街

## 外部サイト
- 曹源寺
- 河童名所探訪「かっぱ寺（曹源寺）と合羽橋界隈」